# St. Michael-Sidman
St. Michael-Sidman era un lugar designado por el censo (en inglés, census-designated place, CDP) ubicado en el condado de Cambria en el estado estadounidense de Pensilvania. Según el censo de 2000, en ese momento tenía una población de 973 habitantes. Para el censo de 2010 fue dividido en dos: St. Michael y Sidman.

## Geografía
Estaba ubicado en las coordenadas 40°19′55″N 78°45′37″O / 40.33194, -78.76028.

## Demografía
Según la Oficina del Censo, en 2000 los ingresos medios de los hogares de la localidad eran de $30,673 y los ingresos medios de las familias eran de $33,906. Los hombres tenían ingresos medios por $30,179 frente a los $17,200 que percibían las mujeres. Los ingresos per cápita eran de $13,914. Alrededor del 16.2% de la población estaba por debajo del umbral de pobreza.